# Augusto Fernández
Augusto Matías Fernández (ur. 10 kwietnia 1986 w Pergamino) – argentyński piłkarz, który występował na pozycji pomocnika. W latach 2011–2016 reprezentant Argentyny. Uczestnik Copa América 2016. 
W swojej karierze występował m.in. w takich klubach jak: Atlético Madryt, Celta Vigo czy River Plate.

## Kariera
Fernández zawodową karierę rozpoczynał w sezonie 2005/2006 w pierwszoligowym klubie River Plate. W Primera División Argentina zadebiutował 29 stycznia 2006 w wygranym 5:0 meczu z Tito Federal. 8 kwietnia 2007 w zremisowanym 1:1 spotkaniu z Belgrano strzelił pierwszego gola w trakcie gry w Primera División Argentina. W 2008 roku zdobył z zespołem mistrzostwo Torneo Clausura.
Latem 2009 roku został wypożyczony do francuskiego AS Saint-Étienne. W Ligue 1 zadebiutował 13 września 2009 w przegranym 0:1 meczu ze Stade Rennais. 3 października 2009 w wygranym 3:1 pojedynku z Girondins Bordeaux strzelił pierwszego gola w trakcie gry w Ligue 1.
W latach 2010–2012 grał w Vélez Sársfield, a latem 2012 przeszedł do Celty Vigo.
1 stycznia 2016 roku podpisał trzyipółletni kontrakt z Atlético Madryt. Do końca pierwszego sezonu rozegrał w lidze 13 meczów. Niestety początek nowego sezonu przyniósł mu poważną kontuzję kolana, w wyniku której stracił niemalże cały sezon. Po wyleczeniu kontuzji wznowił treningi przed startem sezonu 2017/2018, jednak do końca 2017 roku rozegrał zaledwie 5 meczów ligowych i tuż po rozpoczęciu 2018 roku zdecydował się na transfer do Beijing Renhe.
23 czerwca 2020 roku dołączył jako wolny zawodnik do hiszpańskiego Cádiz CF. 1 lipca 2021 roku zakończył piłkarską karierę.

## Sukcesy

### River Plate
- Mistrzostwo Argentyny: 2008

### Vélez Sarsfield
- Mistrzostwo Argentyny: 2011

### Reprezentacja
- Mistrzostwa Świata 2014:  Srebrny[7]